# Mleczan etylu
Mleczan etylu – organiczny związek chemiczny z grupy estrów, ester etylowy kwasu mlekowego. Ma łagodny, maślano-owocowy zapach.
Podobnie jak kwas mlekowy jest związkiem optycznie czynnym, zawiera jeden asymetryczny atom węgla i występuje w formie dwóch enancjomerów:
- L-(−)-mleczan etylu o konfiguracji absolutnej S[4]
- D-(+)-mleczan etylu o konfiguracji absolutnej R[5].

Jest obecny naturalnie w małych ilościach w wielu produktach żywnościowych pochodzenia roślinnego i zwierzęcego. Stosowany jest jako dodatek do żywności i środków zapachowych. Wykorzystany jest także jako rozpuszczalnik o efektywności podobnej do rozpuszczalników węglowodorowych. Jest mieszalny zarówno z wodą, jak i rozpuszczalnikami organicznymi. Wzbudza duże zainteresowanie przemysłu, gdyż jest mało szkodliwy dla środowiska (hydrolizuje do związków naturalnych: kwasu mlekowego i etanolu).
Przemysłowo otrzymuje się go w bezpośredniej syntezie z kwasu i alkoholu:
CH
3−CH(OH)−COOH + C
2H
5OH ⇌ CH
3−CH(OH)−COO−C
2H
5 + H
2O
Jest to reakcja równowagowa i dla uzyskania wysokich wydajności produktu konieczne jest usuwanie wody, np. przez destylację.